# Wilhelm Lippke
Wilhelm Lippke, Emil Wilhelm Lippke (ur. 1 maja 1869 w Kłajpedzie, zm. 4 czerwca 1933 w Sopocie) – najbardziej znany sopocki architekt i przedsiębiorca budowlany z przełomu XIX i XX wieku, który wykonał projekty i niejednokrotnie zrealizował ponad 100 budowli, również w Gdańsku.

## Życiorys
Ojciec, także Wilhelm, był nauczycielem. Syn odbył służbę w Gdańskim Regimencie Piechoty nr 128 (Danziger infanterie-Regiment No. 128), otrzymując stopień por. rezerwy. Absolwent Akademii Budowlanej (Bauakademie) w Berlinie. W 1896 założył firmę deweloperską (projektów i budowlaną). Pełnił funkcję członka rady miasta (1908-), pracując w komisji budowlanej. W 1913 przeszedł udar. Od około 1921 członek Związku Niemieckich Architektów (Bund der Deutschen Architekten). Był też biegłym sądowym miejscowego sądu (Vereidigter Sachverständiger für den Amtsgerichtbezirk Zoppot). Członek loży masońskiej Eugenia pod ukoronowanym Lwem (Johannis-Loge Eugenia zum gekrönten Löwen) od 1897.

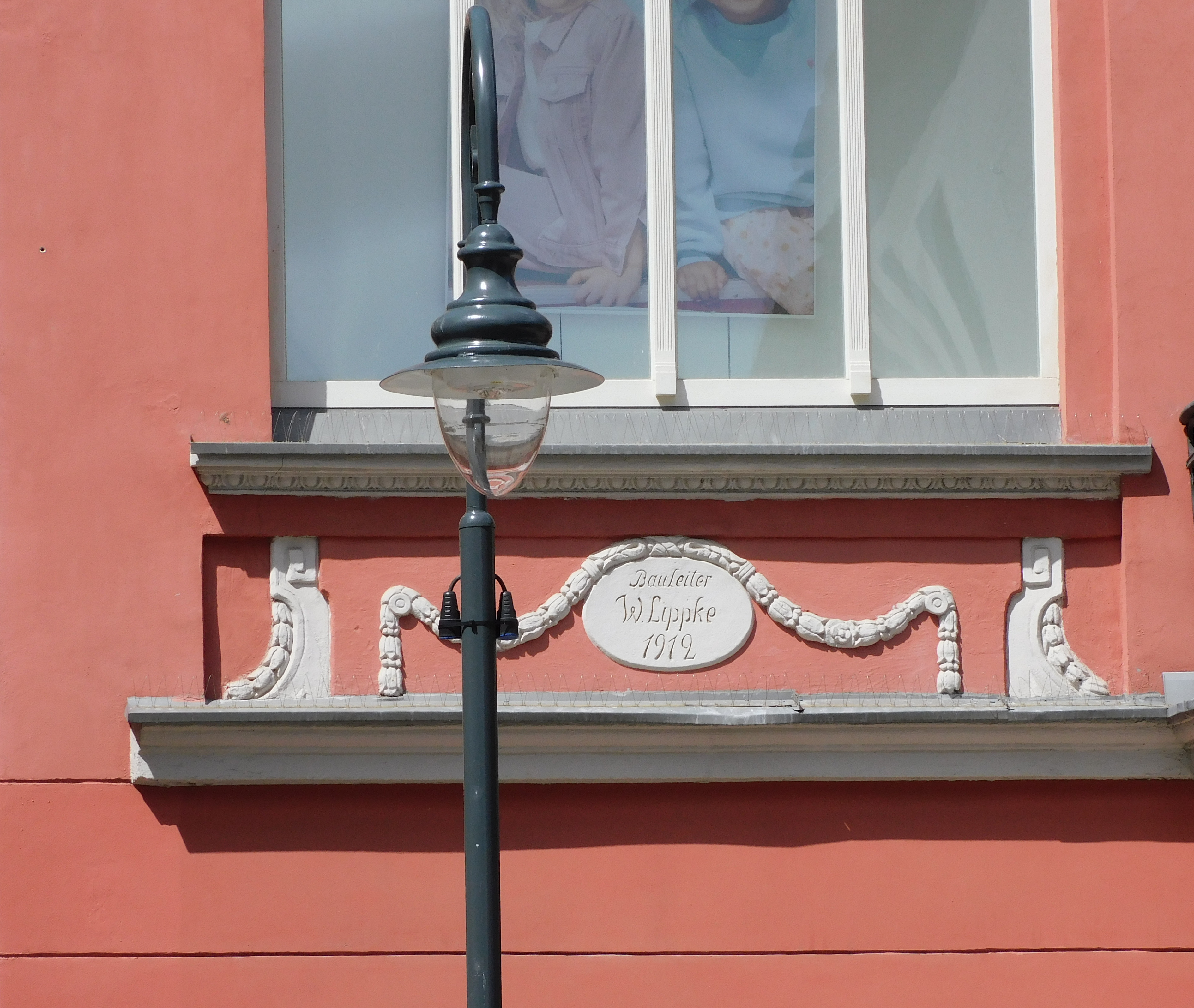
Inskrypcja z sygnaturą W. Lippkego, Sopot, ul. Bohaterów Monte Cassino 55-57

## Lista najbardziej znaczących realizacji[5]
- Rezydencja Eduarda Herbsta, ul. Kościuszki 29 (1896), przebudowa
- Dom towarowy Otto i Ernsta Fastów, pl. Konstytucji 3 Maja 3 (1896)
- Hotel Werminghoff, na rogu Südstrasse (ul. Południowej) 2, obecnej ul. Grunwaldzkiej oraz Seestrasse (ul. Morskiej) 24/26 (później 64/66), obecnej ul. Monte Cassino 60 (1897), budynek nie istnieje
- Hotel Carlton, Parkstrasse 25-27, obecnej ul. Parkowej (1897)
- Kościół św. Jerzego, ul. Kościuszki (1901), budowa
- Hotel Kaiserhoff, Seestrasse 23, obecnej ul. Monte Cassino 37 (1901)
- Willa Rosa, ul. Poniatowskiego 6 (1905)
- Strandhotel/Hotel Eureka, ul. Emilii Plater 7/9/11 (1912-1919)[6]
- Hotel Eden, ul. Kordeckiego 4-6 (1913)

Był też projektantem szeregu budynków, m.in. przy: 

- ul. Andersa (7, 11),
- ul. Armii Krajowej (83, 87),
- ul. Bałtyckiej (2),
- ul. Bema (3),
- ul. Chmielewskiego (3, 5),
- ul. Chopina (1-3, 7-9[7], 23, 42),
- ul. Chrobrego (13, 27),
- ul. Czyżewskiego (11),
- ul. Dąbrowskiego (6-8),
- ul. Fiszera (6, 9, 11, 15),
- ul. Grottgera (10, 14-16, 20),
- ul. Grunwaldzkiej (4-6, 5, 18, 21, 42[8], 94),
- ul. Hafnera (13,21, 51-53),
- ul. Helskiej (10, 14),
- ul. Jana z Kolna (3, 5, 7, 8, 10),
- ul. Kościuszki (22-24, 59),
- ul. Mokwy (7),
- ul. Monte Cassino (19, 21, 26, 27, 28, 33-39, 47, 48, 55-57, 60)[9],
- ul. Obrońców Westerplatte (nr 3, 8, 29, 30, 32, 46),
- ul. Parkowej (22, 54-56, 60),
- ul. Podjazd (2),
- ul. Poniatowskiego (2),
- ul. Pułaskiego (31-33),
- ul. Sobieskiego (4, 5, 18),
- ul. Wosia Budzysza (5),
- al. Niepodległości (727, 728, 773, 774[10], 776, 777-779, 784, 785, 787, 808).